# Saison 1 de The Odd Couple
Chronologie
Saison 2
Cet article présente le guide des épisodes de la première saison de la série télévisée américaine The Odd Couple.

## Généralités
- Aux États-Unis, la saison a été diffusée du 19 février 2015 au 14 mai 2015 sur le réseau CBS.
- Au Canada, la saison a été diffusée en simultanée sur le réseau CTV.

## Distribution

### Acteurs principaux
- Matthew Perry : Oscar Madison
- Thomas Lennon : Felix Unger
- Lindsay Sloane : Emily
- Wendell Pierce : Teddy
- Yvette Nicole Brown : Dani

### Acteurs récurrents
- Dave Foley : Roy
- Lauren Graham : Gaby[1]
- Leslie Bibb : Casey[2]
- Geoff Stults : Murph[3]

## Épisodes

### Épisode 1: Le nouveau coloc
- États-Unis /  Canada : 19 février 2015 sur CBS[4] / CTV[5]
- Belgique : 5 août 2018 sur Club RTL

- États-Unis : 13,57 millions de téléspectateurs[6] (première diffusion)
- Canada : 2,641 millions de téléspectateurs[7] (première diffusion + différé 7 jours)

- Dave Foley (Roy)
- Leslie Bibb (Casey)
- Leena Huff (Lizzie)

### Épisode 2: L'écrivain raté
- États-Unis /  Canada : 26 février 2015 sur CBS / CTV
- Belgique : 12 août 2018 sur Club RTL

- États-Unis : 11,08 millions de téléspectateurs[8] (première diffusion)
- Canada : 2,273 millions de téléspectateurs[9] (première diffusion + différé 7 jours)

- Dave Foley (Roy)
- Geoff Stults (Murph)
- Greg Wilson (Manager)

### Épisode 3: Bon anniversaire Felix!
- États-Unis /  Canada : 5 mars 2015 sur CBS / CTV
- Belgique : 19 août 2018 sur Club RTL

- États-Unis : 12,36 millions de téléspectateurs[10] (première diffusion)
- Canada : 2,239 millions de téléspectateurs[11] (première diffusion + différé 7 jours)

- Dave Foley (Roy)
- Leslie Bibb (Casey)
- Dwight Howard (lui-même)
- Jasmyn Rae (Erin)
- Jeremy Rabb (Jim)
- Rose Horan (Princess #2)
- Charles Carpenter (Link)
- Judy Kain (Maureen)

### Épisode 4: Rencard idéal
- États-Unis /  Canada : 12 mars 2015 sur CBS / CTV
- Belgique : 26 août 2018 sur Club RTL

- États-Unis : 10,24 millions de téléspectateurs[12] (première diffusion)
- Canada : 2,362 millions de téléspectateurs[13] (première diffusion + différé 7 jours)

- Desi Lydic (Kim)
- Chris Marrs (Brad)
- Andy Earnest Spencer (Alan)
- Eileen O'Connell (Cindy)
- Ben Cain (Will)
- Kurt Long (Dart Guy)
- Alex Ball (Bar Guy)

### Épisode 5: Felix 2.0
- États-Unis /  Canada : 2 avril 2015 sur CBS / CTV
- Belgique : 2 septembre 2018 sur Club RTL

- États-Unis : 8,70 millions de téléspectateurs[14] (première diffusion)
- Canada : 1,725 million de téléspectateurs[15] (première diffusion + différé 7 jours)

- Christine Woods (Ashley)
- Andrea Bogart (Olivia)
- Lise Simms (Deena)
- Paolo Andino (Chad)
- Nikki Tuazon (Waitress)

### Épisode 6: Hypocondriaques
- États-Unis /  Canada : 9 avril 2015 sur CBS / CTV
- Belgique : 10 mars 2019 sur Club RTL

- États-Unis : 9,73 millions de téléspectateurs[16] (première diffusion)
- Canada : 1,824 million de téléspectateurs[17] (première diffusion + différé 7 jours)

- Erinn Hayes (Sharon)
- Carole Gutierrez (Annie)
- Emily Kosloski (Marilyn)
- Doug Morency (Frank)

### Épisode 7: La star des plateaux
- États-Unis /  Canada : 16 avril 2015 sur CBS / CTV
- Belgique : 17 mars 2019 sur Club RTL

- États-Unis : 9,62 millions de téléspectateurs[18] (première diffusion)
- Canada : 1,708 million de téléspectateurs[19] (première diffusion + différé 7 jours)

- Rich Eisen (lui-même)
- Kenny Smith (lui-même)
- Olivia Sandoval (Stage Manager)
- Blaine Swen (Carl)
- Michael Dunn (Kevin)

### Épisode 8: La loi du plus fort
- États-Unis /  Canada : 23 avril 2015 sur CBS / CTV
- Belgique : 17 mars 2019 sur Club RTL

Andy Cadiff
- États-Unis : 9,37 millions de téléspectateurs[20] (première diffusion)
- Canada : 1,826 million de téléspectateurs[21] (première diffusion + différé 7 jours)

- Dave Foley (Roy)
- Geoff Stults (Murph)
- Angelique Cabral (Amy)
- Desiree Hall (Jessica)

### Épisode 9: Le somnanbule
- États-Unis /  Canada : 30 avril 2015 sur CBS / CTV
- Belgique : 24 mars 2019 sur Club RTL

- États-Unis : 9,16 millions de téléspectateurs[22] (première diffusion)
- Canada : 1,536 million de téléspectateurs[23] (première diffusion + différé 7 jours)

- Christine Woods (Ashley)
- Robb Derringer (Bill)
- Chris Webber (lui-même)
- Will McLaughlin (Handyman)

### Épisode 10: En mauvaise posture
- États-Unis /  Canada : 7 mai 2015 sur CBS / CTV
- Belgique : 24 mars 2019 sur Club RTL

- États-Unis : 8,19 millions de téléspectateurs[24] (première diffusion)
- Canada : 1,461 million de téléspectateurs[25] (première diffusion + différé 7 jours)

- Geoff Stults (Murph)
- Weird Al Yankovic (Steve)
- Regis Philbin (Walter)
- Melissa Haro (Ingrid)
- Tiffany Panhilason (Woman)
- Rene Moran (Young Man)
- Bianca Lopez (Young Woman)
- Jay Brian Winnick (Passenger)
- Casey Washington (Guy)
- Donna Pieroni (Female Passenger)

### Épisode 11: L'île des cœurs brisés
- États-Unis /  Canada : 7 mai 2015 sur CBS / CTV
- Belgique : 31 mars 2019 sur Club RTL

- États-Unis : 7,03 millions de téléspectateurs[24] (première diffusion)
- Canada : 1,461 million de téléspectateurs[25] (première diffusion + différé 7 jours)

- Geoff Stults (Murph)
- Brett Gelman (Stuart)
- Mircea Monroe (Brooke)
- Rose Abdoo (Helen)
- Judy Kain (Maureen)
- Jessi Cruickshank (Kerry)
- Ryan Quinn Smith (Kid)
- Chris Fries (Sports Announcer VO)

### Épisode 12: Contrôle marital
- États-Unis /  Canada : 14 mai 2015 sur CBS[26] / CTV
- Belgique : 31 mars 2019 sur Club RTL

- États-Unis : 8,17 millions de téléspectateurs[27] (première diffusion)

- Lauren Graham (Gaby)
- Don Lake (Kent)